# Scholars for Peace in the Middle East
Scholars for Peace in the Middle East (SPME) ist ein gemeinnütziger Zusammenschluss von Hochschullehrern verschiedener Nationalitäten, Religionen und Weltanschauungen.
Ihr Ziel ist es aktiven Widerstand zu leisten gegen Antisemitismus, Antijudaismus, Antizionismus, Anti-Israelismus und darüber hinaus gegen jede Form von ethnisch, national oder religiös begründetem Hass.
Sie tritt ein für akademische Freiheit, intellektuelle Integrität, ehrliche Auseinandersetzung und einen ehrlichen, sachbasierten und zivilisierten Diskurs in der Gesellschaft und insbesondere an den Universitäten.
Für den Nahen Osten strebt sie nach einem Frieden, der sowohl das Existenzrecht Israels als souveräner jüdischer Staat in sicheren Grenzen, als auch die legitimen Rechte seiner Nachbarn sichert.
Viele Aktionen des SPME richten sich gegen die Kampagne Boycott, Divestment and Sanctions (BDS).

## Gründer des SPME
Gründer des SPME waren
- Judith S. Jacobson, Doctor of Public Health (DrPH), Columbia University, USA, 2002–2013[5]
- Edward S. Beck, Doctor of Education (EdD), SPME Mitgründer und Präsident, Emeritus, Walden University, 2002–2009[6].

Zu den Gründungsmitgliedern gehörten außerdem:
- In den USA und Kanada:
  - Stanley Dubinsky, Doctor of Philosophy (PhD), University of South Carolina, USA, 2002–2013
  - Reverend India E. Garnett, Master of Divinity (M. Div.) United Church of Christ, USA, 2002–2013
  - Robert S. Mirin, Esq, Harrisburg, USA, 2002–2009
  - Patricia Jennings, PhD, University of California, Davis (UCD), USA, 2002–2004
  - Peter Gomori, PhD, St. Francis College, USA, 2002–2004
  - David Goldman, Juris Doctor (JD), Amper, Mattia and Politziner, CPA's Inc., USA, 2002–2003
  - Charles Isbell, PhD, Louisiana State University, USA, 2002–2003
  - Daniel Pipes, PhD, Middle East Forum, USA, 2002–2003
  - Frederick Krantz, PhD, Concordia University, Canadian Institute for Jewish Research, Kanada, 2002–2003

- In Europa:
  - Ruth Lichtenberg-Contreras, PhD, Naturhistorisches Museum Wien, Österreich, 2002–2013
  - Efraim Karsh, PhD, King’s College London, Vereinigtes Königreich, 2002–2011
  - Nidra Poller, Frankreich, 2002–2006

- In Israel:
  - Gerald Steinberg, PhD, Bar-Ilan-Universität, Ramat Gan, Israel, 2002–2007
  - Yigal Levin, PhD, Bar-Ilan-Universität, Israel, 2002–2004
  - Moshe Ma'oz, PhD, Hebräische Universität Jerusalem, Israel, 2002–2003[7]

### Leitung des SPME (2021)
Die gegenwärtige (2021) Leitung der Gesellschaft haben:
Leitungsgremium:
- Philip Carl Salzman, PhD, Präsident des SPME, McGill University, Kanada, seit 2016
- Lauri B. Regan, JD, Schatzmeister des SPME, New York City, USA, seit 2014
- Elvira Grözinger, DPhil, Sekretär des SPME, Deutschland, seit 2017[8]
- Donna Robinson Divine, PhD, Smith College, USA, seit 2016
- Richard Landes, PhD, Boston University, USA, seit 2014
- Charles Jacobs, EdD, Boston, USA, seit 2013
- Richard L. Cravatts, PhD, Boston, USA, seit 2011
- Leila Beckwith, PhD, University of California, Los Angeles UCLA, USA, seit 2006
- John R. Cohn, MD, Thomas Jefferson University, USA, seit 2005
- Karlgeorg Raimund Krüger, MD, Deutschland, seit 2020
- Ralf R. Schumann, MD, PhD, Charité Universitätsmedizin Berlin, Deutschland, seit 2011
- David Menashri, PhD, Universität Tel Aviv, Israel, seit 2009

Mitarbeiter:
- Asaf Romirowsky, PhD, Executive Director des SPME, seit 2011
- Alex Joffe, PhD, BDS Monitor Editor des SPME, seit 2013[7]

## Sektionen (Chapters)
SPME hat 27 Sektionen in den USA.
Daneben gibt es drei Sektionen in Kanada, vier in Europa und eine in Israel.
Viele Sektionen der SPME sind an Universitäten beheimatet.

### USA
- Case Western Reserve University National Chapters
- Massachusetts Institute of Technology National Chapters
- Santa Clara University National Chapters
- SPME Denver, Colorado National Chapters
- SPME Five Colleges National Chapters
- SPME Metropolregion Greater Boston National Chapters
- SPME Greater Houston National Chapters
- University of Illinois at Chicago National Chapters
- University of Michigan National Chapters
- University of Pittsburgh, Carnegie Mellon University National Chapters
- University of Washington National Chapters
- SPME Central Pennsylvania Chapter National Chapters
- University at Buffalo, State University of New York National Chapters

#### New York
- City University of New York National Chapters
- Columbia University National Chapters
- Hofstra University National Chapters

#### Philadelphia
- SPME Metropolregion Delaware Valley, Philadelphia National Chapters
- SPME Headquarters National Chapters
- Temple University National Chapters

#### Kalifornien
- California State University, Chico National Chapters
- San José State University National Chapters
- University of California, Davis National Chapters
- University of California, Irvine National Chapters
- University of California, Los Angeles (UCLA) National Chapters
- University of California, San Diego National Chapters
- University of California, Santa Cruz National Chapters
- University of Southern California National Chapters

### Kanada
- SPME University of Toronto Kanada Chapters
- McGill University Kanada Chapters
- York University, Kanada

### Europa
- SPME Österreich Europa Chapters
- SPME Frankreich Europa Chapters
- SPME Deutschland Europa Chapters
- SPME Großbritannien Europa Chapters

#### Sektion Deutschland
2007 gründete Diethard Pallaschke zusammen mit Matthias Küntzel, Elvira und Karl Erich Grözinger, Abraham Ashkenasi, Irmela von der Lühe, Peter von der Osten-Sacken und anderen die deutsche Sektion der Organisation Scholars for Peace in the Middle East (SPME).
Pallaschke war der erste Präsident der deutschen Sektion des SPME.

### Israel
- SPME Israel Middle East Chapters[11]

## Aktionen des SPME
Ein wesentliches Anliegen des SPME ist es, die Aktivitäten der BDS-Kampagne zu beobachten, zu dokumentieren und zu behindern.
Mit Petitionen, öffentlichen Verlautbarungen, Artikeln in der Presse und anderen Publikationen versucht der SPME weltweit für die Rechte der Juden einzutreten und gegen jede Form von Antisemitismus, Antizionismus und Anti-Israelismus Widerstand zu leisten.
Die Mitglieder des SPME halten Vorträge und schreiben Artikel und Bücher, die sich mit heutigen Tendenzen und Entwicklungen, wie zum Beispiel Cancel Culture, Identitätspolitik, Islamismus beschäftigen.
Sie untersuchen in diesen Publikationen die Hintergründe dieser Entwicklungen und ihren Zusammenhang zu Antisemitismus, Antizionismus und Anti-Israelismus.
Auf der Homepage des SPME wird auf diese Publikationen hingewiesen.
Der SPME stellt zur Finanzierung dieser Forschungsvorhaben Geld zur Verfügung.
Im Jahr 2017 veranstaltete SPME in Berlin ein Symposium mit dem Titel Seit 150 Jahren aktuell: Antisemitismus, Nahost und kein Ende.
Auf dieser Veranstaltung diskutierten Akademiker über die gegenwärtige Lage im Nahen Osten, den Zustand der deutsch-israelischen Beziehungen sowie Antisemitismus in Deutschland und Europa.

## Kritik
Einige Mitglieder der Vereinigung wie Daniel Pipes oder Efraim Karsch stehen wegen ihrer islamfeindlichen oder geschichtsrevisionistischen Äußerungen in der Kritik.

## Veröffentlichungen des SPME
- The Case Against Academic Boycotts of Israel, Herausgeber: Cary Nelson, Gabriel Noah Brahm, Autoren: Russell A. Berman, Emily Budick, Michael Bérubé, David Caplan, Donna Divine, Rachel S. Harris, Dr David Hirsch, Nancy Koppelman, Richard Landes, Kenneth Marcus, Marthan Nussbaum, Sabah Salih, Kenneth Stein, Ilan Troen, Shira Wolosky, Mitchell Cohen, Tammi Rossman-Benjamin, Samuel Edelman, Alan Johnson, Michael Kotzin, Sharon Musher, Asaf Romirowsky, Paul Berman, Carol Edelman, Robert Fine, Jeff Robbins, SPME, 2014, ISBN 978-0990331605
- Elvira Grözinger, Sylke Kirschnick: Akademiker für Frieden im Nahen Osten, SPME, 2021 online
- Sylke Kirschnick: Erinnerungspolitische Wendemanöver oder: Preisgekrönte Häupter abgeschlagen?, SPME, 2021 online
- Wolfgang Bock, Elvira Groezinger: Erklärung von Scholars for Peace in the Middle East Deutschland e.V. (SPME), SPME, 2020 online
- Benjamin Weinthal: PFLP celebrates jubilee year in Berlin, SPME, 2018 online